# GYKI-52895
Il GYKI-52895 è uno psicofarmaco appartenente alla categoria delle 2,3- benzodiazepine che condivide anche il farmacoforo 3,4-metilendiossifenetilammina. A differenza di altri farmaci simili, GYKI-52895 è un inibitore selettivo della ricaptazione della dopamina (DARI), che sembra avere una modalità d'azione atipica rispetto ad altri DARI. La sua attività DRI è condivisa da numerose droghe che creano dipendenza tra cui anfetamine e suoi derivati (es. destrometanfetamina), cocaina e metilfenidato e suoi derivati (es. etilfenidato). Tuttavia, i farmaci dopaminergici sono anche inclini a produrre effetti emetici come nel caso dell'apomorfina.